# Сејак
Сејак (фр. Ceillac) насеље је и општина у Француској у региону Прованса-Алпи-Азурна обала, у департману Горњи Алпи која припада префектури Бријансон.
По подацима из 2011. године у општини је живело 301 становника, а густина насељености је износила 3,13 становника/km². Општина се простире на површини од 96,05 km². Налази се на средњој надморској висини од 1640 метара (максималној 3381 m, а минималној 1224 m).

## Демографија
| 1962. | 1968. | 1975. | 1982. | 1990. | 1999. | 2011. |
| ----- | ----- | ----- | ----- | ----- | ----- | ----- |
| 202   | 208   | 234   | 292   | 289   | 276   | 301   |

График промене броја становника у току последњих година